# Heawoodov graf
Heawoodov graf je v teoriji grafov neusmerjeni graf s 14 točkami in 21 povezavami. Graf je 3-regularen (kubičen), vsi cikli v njem pa imajo šest ali več povezav. Vsak manjši kubični graf ima krajše cikle, tako da je ta graf (3,6)-kletka, najmanjši kubični graf z notranjim obsegom enakim 6. Je tudi Levijev graf Fanojeve ravnine, graf, ki predstavlja incidence med točkami in premicami v tej geometriji. Heawoodov graf je razdaljno-regularen; njegova grupa avtomorfizmov je PGL2(7).
Heawoodov graf se imenuje po britanskem matematiku Percyju Johnu Heawoodu, ki je leta 1890 dokazal, da se lahko vsako subdivizijo torusa v mnogokotnike obarva z največ sedmimi barvami. Heawoodov graf tvori subdivizijo torusa s sedmimi medsebojno sosedskimi območji, in kaže da je ta vez močna.